# Кустарёвка (Сасовский район)
Кустарёвка — посёлок в Сасовском районе Рязанской области России. Административный центр и единственный населённый пункт Кустарёвского сельского поселения.

## Географическое положение
Расположен на востоке района, в 40 км по асфальтированной дороге Сасово — Кустарёвка и в 26 км по железной дороге от райцентра Сасово.
Ближайшие населённые пункты:
- село Верхне-Никольское в 12 км к северу по асфальтированной дороге;
- село Пичкиряево в 14 км к юго-востоку по железной дороге;
- село Салтыково в 15 км к югу по железной дороге;
- село Ключи в 6 км к западу по грунтовой песчаной дороге;
- деревня Таировка в 12 км к северо-западу по железной дороге.

## Природа

### Климат
Климат умеренно континентальный с умеренно жарким летом (средняя температура июля +19 °С) и относительно холодной зимой (средняя температура января –11 °С). Осадков выпадает около 600 мм в год.

### Рельеф
Высота над уровнем моря 147—156 м. Рельеф плоский с небольшими возвышениями и впадинами с очень пологими склонами, в силу чего затруднён дренаж, вследствие чего с севера и востока территории заболочены.

### Гидрография
В полукилометре к юго-востоку от посёлка находятся два пожарных пруда общей площадью 3,9 га. Водоём используется как место активного отдыха. С севера посёлок окаймляют заболоченные участки, среди которых чётко выделяются два болота: Горелка (83 га) и Змеиное (40 га).

### Почвы
Почвы преимущественно серые лесные, представленные супесями и суглинками.

### Растительный мир
Посёлок со всех сторон окружён естественными смешанными (берёза, осина, изредка дуб) и хвойными (сосна, ель) лесами, вплотную подходящими к жилой зоне. Во время лесных пожаров в 2010 г. окрестные леса сильно пострадали, вплоть до полного выгорания на отдельных участках.

## История
В 1992 г. указом ПВС РФ поселок станции Кустаревка переименован в Кустаревка.
До 2004 г. посёлок входил в Кустарёвский сельский округ. С 2004 г. и до настоящего времени входит в состав Кустарёвского сельского поселения.
Высокие темпы роста посёлка наблюдались на рубеже XIX—XX вв. в связи со строительством железной дороги, для обеспечения паровозов водой. Также рост посёлка присутствовал и во второй половине XX в., когда был пущен в эксплуатацию завод станочных узлов (филиал Рязанского станкостроительного завода).

## Население
| 1984 | 1989  | 2002  | 2010  | 2012  | 2013 | 2014 |
| ---- | ----- | ----- | ----- | ----- | ---- | ---- |
| 1800 | ↘1670 | ↘1199 | ↘1033 | ↘1005 | ↘967 | ↗968 |
| 2015 | 2016  | 2017  | 2018  | 2019  | 2020 | 2021 |
| ↗970 | ↘933  | ↘905  | ↘880  | ↘851  | ↘832 | ↗952 |

Национальный состав
Большинство населения составляют русские.

## Хозяйство
В советское время работал Кустарёвский завод станочных узлов, на территории которого ныне располагается пилорама.
Также лесозаготовка и деревообработка ведётся на специализированной пилораме, оборудованной подъёмными механизмами и погрузочной железнодорожной линией.

## Инфраструктура

### Дорожная сеть
Находится на электрифицированной двухколейной магистральной железнодорожной линии Рязань — Рузаевка. Здесь же от неё отходит ответвление до Вернадовки — одноколейная неэлектрифицированная линия без грузового движения.
В Кустарёвку приходит тупиковая автомобильная асфальтированная дорога, связывающая с райцентром.
В посёлке 18 улиц и 2 переулка: 1 Мая, 40 лет Октября, 8 Марта, Вокзальная, Железнодорожная, Заводская, Зелёная, Колхозная, Кооперативная, Лесная, Молодёжная, Песчаная, Почтовая, Садовая, Свободы, Сосновая, Спортивная, Школьная; переулки Новый, Песочный.

### Транспорт

Станция Кустарёвка (вид в сторону Пичкиряево)

В посёлке находится одноимённая узловая станция Кустарёвка, являющаяся конечной и промежуточной остановкой электропоездов Сасово — Кустарёвка и Сасово — Пичкиряево, местных пригородных поездов Сасово — Свеженькая. 
Добраться до райцентра можно на электропоезде ЭР2 (6 пар ежедневно) и на пригородном дизель-поезде РА2 (2 пары ежедневно). Стоимость проезда до Сасова составляет 49,5 рублей.
На территории населённого пункта расположена охраняемая база запаса РЖД, составляющая на 2010 г. около 40 единиц подвижного состава (локомотивы и спецвагоны).

### Связь
Работает почтовое отделение связи — индекс 391450.
Электроэнергию посёлок получает от ведомственной подстанции 110/10/3 кВ "Кустарёвка", которая обеспечивает также и подпитку контактной сети железной дороги.

### Образование
В посёлке в 2011 г. открыты детский сад и новая средняя школа, в которой обучаются по состоянию на 2013 г. 89 учеников — местных, а также из окружающих населённых пунктов (Верхне-Никольское, Поляки-Майданы, Шевали-Майданы, Трудолюбовка).

### Здравоохранение
Работает фельдшерско-акушерский пункт.

## Культура
Работает библиотека и дом культуры.